# 吳遵世
吴遵世（？—580年），字季绪。渤海郡人，南北朝时期占卜家。
他年轻时学习《易经》，进入恒山后成为隐居道士中的一员。据说他曾得到一位老翁传授的“开心符”并吞服，从此通晓占卜之术。后来他游历洛阳，凭借蓍草占卜闻名。北魏孝武帝即位时，吴遵世为其占卜，得到“否之萃”的卦象，于是劝魏孝武帝在春末夏初即位。之后再次占卜，得到“明夷之贲”的卦象，便预言“初登于天，後入于地”，就是说能登上天子之位，但在位时间不会长久。东魏时期，吴遵世被高澄征召，担任大将军府墨曹参军。一次，他跟随高澄游东山，见云起似乎要下雨，便玩笑般用蓍草占卜，得到 “剥卦”。李业兴说：“坤卦在上、艮卦在下是剥卦。艮为山，山生云，将会下雨。” 吴遵世则说：“坤为地，土能制水，不会下雨。”不久后云散雨消，高澄因此赏赐吴遵世十匹绢，罚打李业兴十杖。北齐皇建年间，长广王高湛以丞相身份在邺城留守，因心怀猜忌计划起兵，让吴遵世占卜。吴遵世回答：“不应行动，自然会有重大喜事。” 不久，赵郡王高叡奉娄太后之命，在高湛面前宣读齐孝昭帝的遗诏。高湛即位为齐武成帝后，任命吴遵世为中书舍人，他以年老多病为由坚决推辞，后被授予中散大夫之职。和士开封王时，因正妻元氏没有子嗣，想立侧室长孙氏为妃，便让吴遵世占卜。吴遵世说：“这个卦象恰好与占卜内容相符。” 随即拿出占卜书，上面写着 “元氏无子，长孙为妃”。和士开为这一巧合欣喜若狂。580年（北周大象二年），吴遵世参与尉迟迥之乱，最终死去。他著有《易林杂占》一书。